# Бон (архиепископ Милана)
Бон (лат. Bonus, итал. Bono; умер 23 января 822, Милан) — архиепископ Милана (818—822).

## Биография
Происхождение Бона точно не установлено. Миланские предания называют его членом знатной семьи Кастильони. Впервые в письменной форме эти сведения были зафиксированы итальянским историком XIV века Гоффредом Буссерским. Это мнение считалось истинным до XIX века, когда историки начали подвергать серьёзному сомнению сообщения средневековых хроник о родственных связях миланских архиепископов со знатными местными семействами. В настоящее время эти сведения, не находящие подтверждения в раннесредневековых исторических источниках, считаются недостоверными.
Бон взошёл на кафедру Миланской архиепархии в 818 году. Он стал здесь преемником архиепископа Ансельма I, лишённого сана за участие в мятеже короля Италии Бернарда.
Управление Боном архиепархией пришлось на период значительного упадка влияния миланской кафедры, последовавшего за смещением Ансельма. Это привело к почти полному отсутствию в современных Бону исторических источниках сведений о церковной жизни в Милане в это время. Единственным сообщением хроник о деятельности этого архиепископа является свидетельство о проявленной им чрезвычайной заботе о своей пастве, сильно пострадавшей от наводнения, поразившего Паданскую равнину в 820 году.
Средневековые каталоги Миланской архиепархии датируют смерть Бона 23 января 822 года и сообщают, что он был похоронен в базилике Святого Амвросия. Преемником Бона на кафедре стал архиепископ Ангильберт I.